# مینامی‌سانریکو
می‌نامی‌سانریکو (به لاتین: Minamisanriku) یک منطقهٔ مسکونی در ژاپن است که در Motoyoshi District واقع شده‌است. می‌نامی‌سانریکو ۱۶۳٫۴۰ کیلومتر مربع مساحت و ۱۳٬۵۴۴ نفر جمعیت دارد.